# Старий Будзіслав
Старий Будзіслав (пол. Stary Budzisław) — село в Польщі, у гміні Осек-Малий Кольського повіту Великопольського воєводства.
Населення — 264 особи (2011).
У 1975-1998 роках село належало до Конінського воєводства.

## Демографія
Демографічна структура станом на 31 березня 2011 року:
|          | Загалом | Допрацездатний вік | Працездатний вік | Постпрацездатний вік |
| -------- | ------- | ------------------ | ---------------- | -------------------- |
| Чоловіки | 141     | 38                 | 91               | 12                   |
| Жінки    | 123     | 25                 | 72               | 26                   |
| Разом    | 264     | 63                 | 163              | 38                   |